# Neoscombrops pacificus
Neoscombrops pacificus is een straalvinnige vissensoort uit de familie van acropomaden (Acropomatidae). De wetenschappelijke naam van de soort werd voor het eerst geldig gepubliceerd in 1979 door Mochizuki.